# Antonio Valcárcel Pío de Saboya y Moura
Antonio Valcárcel Pío de Saboya y Moura   (Alacant, 15 de març de 1748 - Aranjuez, 14 de setembre de 1808), més conegut com al Comte de Lumiares a la seua ciutat natal va ser un arqueòleg, literat i escriptor alacantí.

## Biografia
Generalment conegut amb el títol nobiliari de comte de Lumiares que li pertanyia com a fill primogènit, a la mort de la seva mare, Isabel María Pío de Saboya y Spínola (1719-1799), va heretar els altres títols nobiliaris de la família: IX marquès de Castel-Rodrigo, VII duc de Nochera; dues vegades Gran d'Espanya; VI marquès d'Almonacid de los Oteros, així com baró romà, noble venecià i príncep del Sacre Imperi Romanogermànic. Va ser corresponent de la Reial Acadèmia de la Història i membre de l'Acadèmia Històric-Geogràfica de Valladolid, de l'Acadèmia de Belles Arts de Barcelona, de la Reial Acadèmia de Belles Arts de Sant Carles de València i de la de Ciències, Lletres i Arts de Pàdua. A més, va ser president de la Junta de Govern d'Alacant en 1808. Es va casar el 13 de març de 1772 en la Basílica de Santa Maria d'Alacant amb María Tomasa Teresa Pasqual del Pobil i Sannazar (1755-1800).
Va ser un gran estudiós de les antiguitats de l'antic Regne de València durant el segle xviii. Va mantenir bona relació amb el Marquès de Valdeflores i Gregori Maians. En 1852 la seua obra va començar a ser editada per iniciativa d'Antonio Delgado. Els historiadors de la Biblioteca de la Reial Acadèmia de la Història Rosario Die, Rosario Cebrián i Juan Manuel Abascal van publicar un llibre en 2009 amb una nova versió de la biografia del comte, basada en la documentació de la RAH i completada en els arxius i protocols d'Alacant, amb una visió crítica dels seus estudis numismàtics i treballs sobre Ilici, Lucentum, Dianium, Saguntum i Cartago Nova. De fet, Valcárcel, considerat el primer arqueòleg valencià, va ser el primer a realitzar excavacions en diferents jaciments, com l'entorn de la Torre de Sant Josep, important monument funerari romà de l'antiga Àl·lon (la Vila Joiosa).
Posseeix un conegut carrer a Alacant que sol donar nom a un dels barris de la ciutat, Altossano-Conde Lumiares.

## Obres
Va ser l'autor de diverses obres històriques:
- Medallas de las colonias, municipios i pueblos antiguos de España hasta hoi no publicadas (1773)[4]
- Observaciones sobre la antigua situación de la Colonia Illice (1778)
- Lucentum, hoy ciudad de Alicante, en el reino de Valencia (1780)
- Inscripciones y antigüedades del Reino de Valencia